# Jonathan Reisin
Jonathan Reisin (hebräisch יונתן רייזין; * um 1997 in Israel) ist ein israelischer Jazzmusiker (Sopran- und Tenorsaxophon, Komposition).

## Leben und Wirken
Reisin wuchs in einer kleinen Stadt in Israel auf und begann sechsjährig mit dem Geigenspiel. Nach 10 Jahren klassischen Geigenunterrichts wechselte er zum Saxophon. Zwei Jahre später trat er bereits mit der aus fünf Schlagzeugern bestehenden Band Batterista auf Jazzfestivals in Frankreich und Südkorea auf. Nach drei Jahren Dienst in der israelischen Armee wurde Reisin 2017 in das Jazzprogramm der Rimon School of Music unter der Leitung von Ronen Shmueli aufgenommen. 2019 wechselte er an das Berklee College of Music, wo er sein Bachelorstudium bei George Garzone, Kris Davis, Tony Malaby, Francisco Mela und Terri Lyne Carrington abschloss. Anschließend absolvierte er bis 2024 sein Masterstudium an The New School in New York City.
Reisin arbeitete mit Künstlern wie Francisco Mela, Kris Davis, Anat Fort, Val Jeanty und Cooper-Moore und trat beim Vermont Jazz Festival, dem Yearot Menache Festival und dem Gangneung International Art Festival auf. Er lebt heute in New York City.
2021 veröffentlichte Reisin seine EP Solo Session (fünf improvisierte Stücke für Tenorsaxophon) und Scopes, ein Duoalbum mit dem Pianisten Shinya Lin. 2022 folgte sein Album Option B mit dem Pianisten Moshe Elmakias und den Schlagzeugern Brian Richburg Jr. und Nitzan Birnbaum. Im Duo mit Francisco Mela entstand das Album Earth Quake (2023). Mit Too Good X Unreality (2025) im Trio mit Shinya Lin und Schlagzeuger Jarred Chase legte er das „Zeugnis rasanten Reifeprozesses“ vor.